# Uh Huh Her
Uh Huh Her — американская Indie/New Wave/Electropop группа, которая была образована в январе 2007 года и выпустила свой первый EP 24 июля 2007. Название группы произошло от альбома Uh Huh Her музыканта PJ Harvey.

## Состав группы
Камила Грей (Camila Grey) родилась 6 января 1979, бывший член lo-fi-рок-группы Mellowdrone, до прихода в Uh Huh Her не выпускала сольных песен, но играла на бас гитаре и клавишах для различных исполнителей, таких как Dr. Dre, Melissa Auf der Maur, Busta Rhymes, Келли Осборн и Адама Ламберта.
Лейша Хейли (Leisha Hailey), американская актриса. Родилась 11 июля 1971 года в Окинаве, Япония, выросла в Америке, штат Небраска. Состояла в певческом дуэте The Murmurs (сейчас Gush). Училась в Американской академии драматических искусств (Нью-Йорк). Впервые на телевидении появилась в рекламе йогурта. В 1990-х состояла в романтических отношениях c певицей k.d. lang, и участницей этой группы Камилой Грей.
В 2010 группа Uh Huh Her записала песню «Same High» для комедии The Kids Are All Right.

## Дискография

### Альбомы
- Common Reaction (2008)
- Nocturnes (2011)
- Future Souls (2014)

### EP
- I See Red (2007)
- Black And Blue (2011)

### Саундтреки
- The Kids Are All Right (2010)